# One More Time (banda musical)
One More Time és un grup de pop suec, format el 1991. Els seus membres són Peter Grönvall, la seva dona Nanne Grönvall i Maria Rådsten. Una quarta integrant, Thérèse Löf, va abandonar el grup poc després de la publicació del primer àlbum.
El 1992, van començar la seva carrera internacional amb el llançament del senzill "Highland", que va assolir el número 1 a Bèlgica, el número 2 a Suècia i el top 80 a diversos països d'Europa, com els Països Baixos, Regne Unit i Alemanya. El seu segon àlbum homònim, del 1994, no va tenir tant èxit com l'àlbum anterior. Però el tercer àlbum, el primer en suec, va ser una reentrada exitosa a les llistes sueques el 1996. També van publicar una versió en anglès de l'àlbum. El grup va fer gires freqüents per Europa durant diversos anys, però l'any 1998 van decidir no moure's més a l'estranger, ja que volien estar presents a casa per als seus, aleshores, petits.
A l'estiu del 2021, One More Time va anunciar que la banda es reunirà després d'una pausa de 24 anys.
Peter Grönvall és fill de Benny Andersson d'ABBA.

## Festival de la Cançó d'Eurovisió
One More Time ha participat en dues ocasions al Melodifestivalen, la selecció sueca per al Festival d'Eurovisió. Al Melodifestivalen 1995, van ser compositors de la balada "Det vackraste" ("La cosa més bella"), interpretada per Cecilia Vennersten. La cançó va quedar en segon lloc. Posteriorment, el grup va gravar la cançó en anglès, titulada "Living in a Dream". Al Melodifestivalen 1996, el grup va compondre i interpretar la balada ètnica "Den vilda" ("El salvatge"), que va guanyar i els va impulsar al tercer lloc al Festival de la Cançó d'Eurovisió 1996 a Oslo.

## Membres
- Peter Grönvall (1991-1997)
- Nanne Grönvall (1991-1997)
- Maria Rådsten (1991-1997)
- Thérèse Löf (1991-1992)

## Discografia

### Àlbums
- Highland (1992)
- One More Time (1994)
- Den vilda (1996)
- Living in a Dream (1997)
- The Best Of One More Time (1998, només publicat a Sud-àfrica)

### Solters
- Highland (1992)
- Calming Rain (1993)
- Turn Out the Light (1993)
- No One Else Like You (1993)
- Song of Fête (1994)
- Get Out (1994)
- The Dolphin (1994)
- Den vilda (1996)
- Kvarnen (1996)
- The Wilderness Mistress (1996)
- Living in a Dream (1997)

## Premis i èxits
- Grammis ("Det Vackraste" - Cançó de l'any 1995) (One More Time va compondre i produir la cançó)
- Nominats als Grammis ("Den Vilda" - Cançó de l'any 1996)
- Sångfågeln – Guanyadors del Melodifestivalen 1996, la preselecció sueca per al Festival de la Cançó d'Eurovisió amb "Den Vilda" (3r lloc a Eurovisió)
- Venda d'or senzill i àlbum "Highland" a Sud-àfrica, 1994
- Venda d'or i platí senzill i àlbum "Det Vackraste", 1996 - compositors i productors tant de senzill com d'àlbums
- Diamond Awards a Bèlgica, Grup Internacional de l'Any 1992
- Melodifestivalens Hall of Fame 2020